# Santa Clara de Guapiles Airport
Santa Clara de Guapiles Airport är en flygplats i Costa Rica.   Den ligger i kantonen Cantón de Pococí och provinsen Limón, i den centrala delen av landet, 60 km nordost om huvudstaden San José. Santa Clara de Guapiles Airport ligger 69 meter över havet.
Terrängen runt Santa Clara de Guapiles Airport är platt. Runt Santa Clara de Guapiles Airport är det ganska tätbefolkat, med 78 invånare per kvadratkilometer. Närmaste större samhälle är Guácimo, 9,1 km söder om Santa Clara de Guapiles Airport. I omgivningarna runt Santa Clara de Guapiles Airport växer i huvudsak städsegrön lövskog.